# 渦電流檢測
渦電流檢測(Eddy-current testing)，也被簡稱為ET，是多種使用電磁方法的非破壞檢測其中的一種檢測方式。

## 歷史
渦電流檢測是一門基於電磁學的檢測技術。
渦電流於1824年被François Arago首次觀測到，但是於1885年才被法國物理學家Léon Foucault發現。
英國科學家 Michael Faraday's 於1831年發現的電磁感應使渦電流檢測技術有重大的躍進。
Faraday 發現當隨時間變化的磁場通過導體時會產生封閉的電流迴路（反之亦然）流過導體。
在1879年，另一位英國科學家，David Edward Hughes，展示了，當線圈接觸不同電導率、磁導率的金屬時，線圈的性質會發生變化，並且應用在冶金的分類測試上。
ET作為工業應用的非破壞檢測技術大部份是來自於二次世界大戰期間的德國，Friedrich Förster 教授在威廉皇帝学会工作時，將渦電流技術應用於工業用途，開發了用於測量電導率和分類混合鐵成份的儀器。
戰後，在1948年Förster成立了一間公司（現在被稱為Foerster Group），他開發並商品化ET儀器有著很好的表現。
渦電流檢測目前是一種廣泛使用並易於理解的缺陷檢測技術，並且也被用於厚度以及電導率的測量。
Frost & Sullivan於2012分析全球非破壞檢測設備的市場，評估包含渦電流、磁粒檢測、渦電流陣列和遠場渦電流檢測在內的電磁非破壞檢測設備佔有2.2億美元的市場價值，這個市場將以7.5%的複合年均增長率成長，預計到了2016年會增長至3.15億美元。

## 原理
以最簡單的形式來說：單元件探頭，一個線圈導體被交流電電流所驅動。該線圈在其周圍產生交變磁場。 磁場與流經線圈的電流以相同的頻率振盪。當線圈接近導電材料時，在材料中感應出與線圈中的電流相反的電流，這個電流就是渦電流。
基本上標準的渦電流，就是透過測量線圈中阻抗的變化來測量對象的電導率、磁導率以及檢測缺陷。缺陷的存在會引起渦電流的相位以及振幅的變化，這些變化可以透過測量線圈中阻抗的變化來判斷。渦電流檢測有非常廣泛的應用。因為渦電流檢測的本質來自於物質的電性，所以它僅適用於導電材料。
並且它還有產生渦電流及滲透深度（集膚效應）的物理限制。

## 應用
渦流檢測的兩個主要應用是表面檢查和管道檢查。 表面檢測廣泛用於航空航天工業，也用於石化工業。該技術非常靈敏，即便是非常密合的裂縫也可以被檢出。表面流檢測可以在鐵磁性材料和非鐵磁性材料上進行。
管道檢查通常僅限於非鐵磁性材料並且被稱作常規渦電流檢測。常規渦電流檢測用於檢查核能電廠的蒸氣產生管路或是發電廠和石油工業的熱交換管線。這個技術非常善於發現並且測量坑洞。管壁的損失或腐蝕可以被檢測，但是不宜測量缺陷的大小。
有一種常規渦電流檢測對於特定種類的磁性材料會先使其磁飽和，這種技術通過外加磁場來仰制磁導率的變化。飽和渦電流檢測的探頭包含渦電流線圈以及磁鐵，這種檢測用於部份的鐵磁性材料，諸如鎳合金、二相合金和肥粒鐵鉻鉬不鏽鋼之類的亞鐵磁性材料。飽和渦電流技術的應用取決於材料的滲透性、管厚度和直徑。
遠場渦電流檢測試是對於碳鋼管的一種方法。這種方法對於壁面的損失很敏感，但是對於小坑洞和裂縫不敏感。

### 對表面的渦電流檢測
當應用於表面的檢測時，任何檢測技術的性能很大程度的取決於各種特定條件（主要是材料和缺陷的類型以及表面條件...等）。然而再大多數情況下，以下的描述會是正確的：
- 對油漆/塗層是否有效：有
- 數位紀錄：部份
- 3D/高級成像：沒有
- 使用者依賴度：高
- 檢測速度：慢
- 檢測後的分析：不用
- 需要化學品/消耗品：不需要

### 其他應用
渦電流檢測在確認電導率和塗層厚度的測量等方面也很有用。

## 其他渦電流檢測技術
為了克服傳統渦電流檢測的一些缺點，其他不同的渦電流檢測技術因而被開發出來。

### 脈衝渦電流
傳統的渦電流檢測使用固定頻率的正弦交流電流來驅動探頭。脈衝渦電流檢測使用階躍函數的電壓來驅動探頭。使用階躍函數電壓的優點是這樣一個脈衝就包含了一定範圍的頻率。因此只要一個脈衝就可以測量電磁響應。由於渦電流的滲入深度取決於勵磁頻率，因此一次就能獲得一組滲入深度的資訊（也就是通過時間的函數查看訊號的強度），並且能夠顯示靠近檢測線圈距離更遠的缺陷或其他特徵。
當比較脈衝渦電流與傳統渦電流檢測時，渦電流檢測是一種傳遞單一頻率波的方法，確切來說，通過非常窄的頻寬。用脉衝方法，在較寬的頻寬中勵磁，其範圍與脈衝長度成反比；這准許多頻率的操作。對於脈衝波而言，在相同的強度以及時間週期內，它所消耗的能量遠小於連續波。因此脈衝渦電流比起傳統渦電允許輸入更高的電壓到勵磁線圈上。
這種類型的檢測方式的優點之一就是不需要直接接觸被測物體。可以穿過塗層、護套、腐蝕生成物、和絕緣材料進行測試。這種方法甚至使高溫檢查成為可能。

### 渦電流陣列
渦電流陣列和傳統的渦電流檢測工作原理基本上相同。渦電流陣列技術提供了以電子的方式驅動線圈陣列（多個線圈）的能力，被稱作拓撲結構的特殊排列方式能夠產生穩合於目標缺陷的分佈圖。
渦電流陣列的優點有：
- 更快速的檢測
- 更廣的檢測範圍
- 更少的操作員依賴性—比起人工掃描，陣列探頭的結果更為一致
- 夠佳的探傷能力
- 因為簡單的掃描模式，分析更為容易
- 編碼的數據改善了定位和尺寸判定
- 陣列探頭可以被簡單的設計成具有靈活性或是符合特定場合的形狀，使得難以接觸的區域更易於檢查

### 勞侖茲力渦電流檢測
儘管最實際的挑戰就是檢測深層缺陷和不均勻的導電材料。
在傳統的渦電流檢測中，使用交變磁場引起被測材料內部的渦電流。如果材料還有導致電導率分佈不的裂紋或缺陷，則渦電流的路徑受到阻礙，並造成產生交變磁場的線圈的阻抗改變。藉由測量該線圈的阻抗，就可以檢測到裂紋。由於渦電流是由交變磁場產生，因此他們滲透到材料表面下的能力受到集膚效應的限制。因此傳統渦電流僅適合用分析於材料表面或近表面，通常約為1mm。使用低頻線圈和超導磁場感測器來克服這個基本限制的方法並沒有被廣泛應用。
一個最近的技術，被稱作勞侖茲力渦電流檢測，利用直流磁場與相對運動提供對於導電材料深度與相對快速測量的優點。理論上，LET顯示了兩種和傳統渦電流檢測的差異：
- 如何產生渦電流
- 如何偵測渦電流的擾動

在LET中的渦電流是透過被測導體和永久磁鐵之間的相對運動產生。LET檢測原理中的關鍵來自於，如果磁鐵經過一個缺陷，作用在它上面的勞侖茲力會表現出改變。如果物體沒有缺陷，則勞侖茲力保持不變。